# Pour It Up
«Pour It Up» és una cançó de la cantant Rihanna, inclosa en el seu setè àlbum d'estudi Unapologetic (2012). Va ser estrenada a la ràdio el 8 de gener de 2013 com a tercer senzill oficial de l'àlbum i, després de diversos retards, es va estrena el seu vídeo el 2 d'octubre del mateix any.
«Pour It Up» va ser coescrita i produïda per Michael Williams i coproduïda per J-Bo. Es tracta d'un estil club amb un toc hip-hop. Líricament, Rihanna es vana de la seva riquesa en la cançó, una declaració d'independència. «Pour It Up» va rebre una resposta mixta dels crítics, alguns dels quals ho citen com un punt culminant en el seu àlbum, mentre que uns altres remetien que estava fora de lloc.
Després del seu llançament com a senzill als Estats Units, «Pour It Up» va debutar en el número 90 en el Billboard Hot 100, en la qual finalment va aconseguir el lloc número 19. Al mateix temps, va arribar al número 1 en el Hot R&B/Hip-Hop Airplay, essent el segon senzill de Rihanna. Va arribar al lloc número 6 en el Hot R&B/Hip-Hop Songs. Rihanna va interpretar la cançó en la seva cinquena gira, Diamonds World Tour.
«Pour It Up» és una de les cançons preferides de l'artista, tal com va revelar en un dels seus concerts del seu gira Diamonds World Tour.

## Antecedents i producció
Rihanna va començar "a treballar en el nou so" per al seu setè àlbum d'estudi el març de 2012 malgrat que encara no havia començat l'enregistrament. El 12 de setembre de 2012, Def Jam va anunciar a França a través de Twitter que Rihanna llançaria un nou senzill imminentment, mentre que el seu setè àlbum d'estudi estava programat per ser llançat el novembre de 2012. No obstant això, el tuit va ser eliminat de seguida i reemplaçat per un altre que aclaria que "més informació estarà disponible el matí del dijous 13 setembre" A través del seu compte oficial de Twitter, Rihanna va publicar una sèrie de "bromes" mitjançant tuits, anunciant notícies sobre el seu setè àlbum d'estudi Unapologetic, que es va publicar el 19 de novembre de 2012.

## Recepció crítica
La cançó va rebre crítiques mixtes. Andy Kellman d'Allmusic la va qualificar de "convincent", escrivint que "ella està al seu millor moment". Kellman també va assenyalar que la cançó "Té característica freda i ombrívola, en plena expansió de la seva carrera", també lloa de Rihanna "la seva trash talk (referint-se a insults i forma d'insultar)" escrivint que és "una altra cosa, a les seves antigues cançons". Jon Caramanica de New York Times va comentar que "sona com una pista de l'equip ambient-goth Salem, podria ser per a un club de striptease". Alex Macpherson va escriure que "Rihanna pansa per menyspreu desdenyós simple i atemoritza amb el seu focus en blanc i implacable". Caryn Ganz de Spin ho va anomenar "capritxós i tèrbol". Andrew Hampp de Billboard va nomenar a "Pour It Up" com una cançó "simplement irresistible, per al públic".
Jessica Hopper de Pitchfork Mitjana es va barrejar també, escrivint que en "Pour It Up", "ella sona alternativament robòtica i narcotitzada". Dan Martin de NME va criticar la cançó per "matar l'estat d'ànim", qualificant-ho com un "In Da Club" (cançó de 50 Cent) ximple. Philip Matusavage de MusicOMH va ser negativa, comentar que el "sentit del trauma emocional es manifesta de forma diferent en l'àlbum", que va qualificar de "repugnant", mentre que Randall Roberts, de Los Angeles Times la va nomenar "una pista nauseabunda". Sarah H. Grant de Consequence of Sound reflecteix que "l'efervescència de la seva bretxa Good Girl Gone Bad es perd a un lloc sense esperança" citant a Pour It Up com un exemple.

## Video musical
El vídeo musical es va estrenar el 2 d'octubre del mateix any. En el vídeo es pot veure a Rihanna en un club com una striper, a més d'altres escenes en les quals realitza twerking i slutdrop en una cadira d'or.

## Remescles
Molts rapers han fet el seu propi remix de la cançó, incloent-hi a Lil Kim, French Montana, Tryna, Mr Papers entre d'altres.
Rihanna va publicar el remix oficial de la cançó a Twitter, la qual compta amb la col·laboració de Juicy J, Rick Ross, Young Jeezy i T.I.